# Иван Бантутов
Иван Петров Бантутов е български офицер, генерал-майор.

## Биография
Роден е на 5 ноември 1931 г. в дупнишкото село Яхиново. Има брат Димитър Бантутов, който е полковник и преподавател във Военната академия „Г.С.Раковски“. Завършва Висшето народно военно артилерийско училище в Шумен. От 1980 до 1989 г. е командир на противовъздушната отбрана на Сухопътните войски. През 1986 г. е съдебен заседател във Върховния съд на НРБ. Умира през 1996 г.